# Pimpinella candolleana
Pimpinella candolleana là một loài thực vật có hoa trong họ Hoa tán. Loài này được Wight & Arn. miêu tả khoa học đầu tiên năm 1834.